# Dimorphodontidae
Dimorphodontidae — семейство Pterosauromorpha из отряда Pterosauria, названое в честь диморфодона. Существовало в период от позднего триаса до ранней юры (237,0—174,1 млн лет назад) на территории США (Юта),	Италии (Ломбардия), Соединенного Королевства (Англия), Антарктиды и Мексики (Тамаулипас). Это были активно летающие рыбоядные животные.

## Классификация
Семейство включает 3 рода и 5 видов:
- †Caelestiventus Britt et al., 2018
  - †Caelestiventus hanseni Britt et al., 2018
- †Dimorphodon Owen, 1859
  - †Dimorphodon banthensis Theodori, 1831
  - †Dimorphodon macronyx Buckland, 1829
  - †Dimorphodon weintraubi Clark et al., 1998
- †Peteinosaurus Wild, 1978
  - †Peteinosaurus zambelli Wild, 1978